# Église d’Auteuil
Église d'Auteuil – stacja linii nr 10 metra  w Paryżu. Stacja znajduje się w 16. dzielnicy Paryża. Została otwarta 27 lipca 1937.